# Carlos Sentís
Carlos Sentís Anfruns (en castillan) ou Carles Sentís i Anfruns (en catalan), né le 9 décembre 1911 à Barcelone où il est mort le 19 juillet 2011, est un journaliste, homme d'affaires et homme politique espagnol.

## Biographie
Né le 9 décembre 1911 à Barcelone, il a étudié le droit à l'Université de Barcelone, puis à La Sorbonne de Paris. Ensuite, il a commencé sa carrière, dans les années 1930, au sein de la rédaction du quotidien La Publicitat, puis au service de l'hebdomadaire Mirador, où il se distingue par une série de reportages sur les autocars clandestins qui transportent des immigrés d'Andalousie et de Murcie vers la Catalogne.
Durant la Seconde Guerre mondiale il est correspondant de guerre pour les quotidiens ABC et La Vanguardia en Afrique et en  Europe et assiste à la libération des camps de concentration nazis de Dachau.
Après avoir été son correspondant à New York et Paris, il est nommé  directeur d'EFE en 1963 puis de Radio-Barcelone en 1972. À la mort de Franco, il se rallie à Adolfo Suárez et devient directeur général de la coordination informative au ministère de l'Information et du Tourisme. En 1977 il est élu député de Barcelone puis réélu en 1979.